# Giani Kiriță
Giani Stelian Kiriță (* 3. März 1977 in Bukarest) ist ein ehemaliger rumänischer Fußballspieler und -trainer. Er verbrachte einen Großteil seiner Karriere in der Türkei und wurde mit Bursaspor in der Saison 2009/10 Türkischer Meister.

## Spielerkarriere

### Verein
Kiriță spielte für die Nachwuchsabteilung von Turistul Lebăda und wechselte 1996 als Profispieler zu AS Rocar Bukarest. Nachdem er erst die Rückrunde bei Dinamo Bukarest als Leihspieler verbracht hatte, wurde er im Sommer 1997 samt Ablösesumme verpflichtet. Mit diesem Verein wurde er in den Spielzeiten 1999/2000 und 2001/02 Rumänischer Meister und in den Spielzeiten 1999/2000, 2000/01, 2002/03 Rumänischer Pokalsieger. In der Saison 1999/00 holte er mit seiner Mannschaft damit das rumänische Double.
Zur Saison 2003/04 wechselte er in die türkische Süper Lig zu Samsunspor. Nach zwei Spielzeiten verließ er diesen Klub und heuerte stattdessen bei Gaziantepspor an. Im Sommer 2007 wechselte er in die türkische Hauptstadt zu MKE Ankaragücü und zog bereits nach einer Spielzeit zum Ligarivalen Bursaspor weiter. Bei diesem Verein schaffte er es nie zum unumstrittenen Stammspieler, kam aber zu regelmäßigen Spieleinsätzen. In der Saison 2009/10 erreichte er mit Bursaspor überraschend die Türkische Meisterschaft und war damit Teil jener Mannschaft, die nach Trabzonspor als zweiter nicht aus Istanbul stammender Verein diese Meisterschaft holen konnte. Im Dezember 2011 löste er bei diesem Verein seinen Vertrag vorzeitig auf.
Im Frühjahr 2013 kehrte Kiriță nach Rumänien zurück und spielte für die Vereine FCM Târgu Mureș und CS Buftea. Anschließend beendete er bei Buftea seine Karriere.

### Nationalmannschaft
Kiriță spielte in den Jahren 2000 bis 2001 vier Mal für die rumänische Nationalmannschaft.

## Trainerkarriere
Kiriță trainierte 2012 kurze Zeit CS Buftea.

## Erfolge
Mit Dinamo Bukarest
- Rumänischer Meister: 1999/2000, 2001/02
- Rumänischer Pokalsieger: 1999/2000, 2000/01, 2002/03

Mit Bursaspor
- Türkischer Meister: 2009/10